# Hawad
Hawad est un poète et peintre touareg, originaire de l'Aïr, né en 1950 au nord d'Agadez.
Il est l'auteur de romans, pièces de théâtre et d'ouvrages de poésie. Ses productions littéraires comme picturales font partie de ce qu’il nomme la furigraphie, fourmillement de sons, gestes et mots pour dépasser l'espace clos de la page, du support et de la forme.

## Biographie

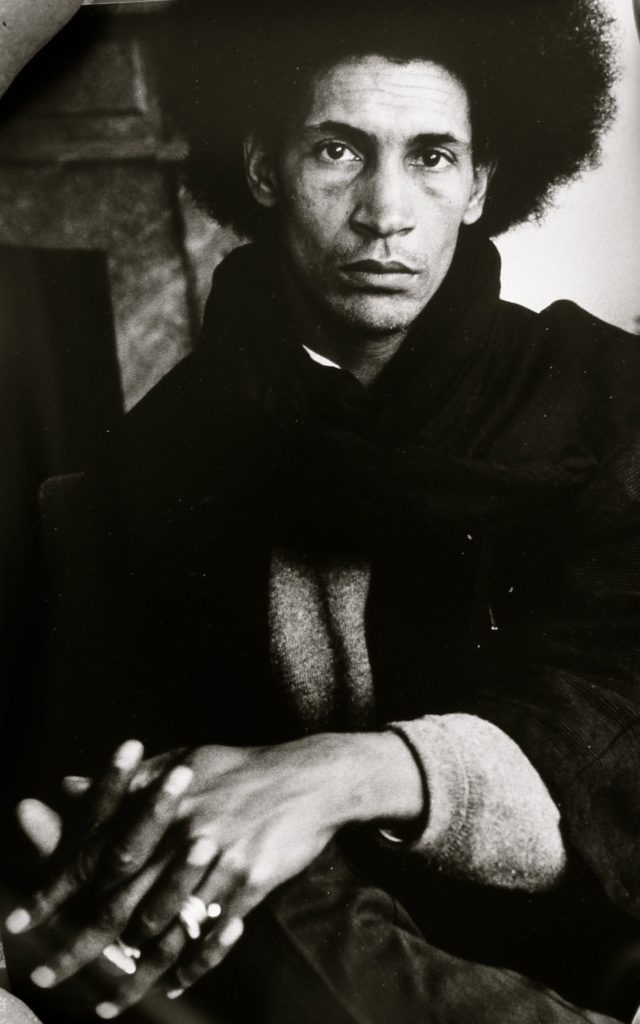
Hawad (photo Robert de Hartogh)

Appartenant à la confédération des Ikazkazen, Hawad reçoit une éducation nomade. Il « livre une expérience et une vision du monde bâties sur des notions qui traduisent toutes le mouvement, la mobilité, l'itinérance des choses et des êtres autour des points fixes que représentent, dans toutes leurs extensions métaphoriques, l'eau et l'abri » . Outre sa langue maternelle, la tamajaght, il pratique le haoussa et l'arabe, sans compter le français. Tout jeune, il apprend la maîtrise de la parole en suivant son grand-père aux réunions politiques. La mort de ce grand-père, comme il le dit dans son œuvre biographique, correspond à la fin d'un monde nomade qui se gère selon ses propres règles. Le chaos s'instaure face au nouvel ordre étatique. Il s'enfuit dans le désert, rejoint son oncle maternel qui le forme au soufisme. 
En 1981, il effectue un second séjour en Europe et s'installe bientôt en France avec son épouse, l'anthropologue Hélène Claudot, tout en effectuant de fréquents retours au Sahara. Les années 1980 voient la parution de ses premiers recueils poétiques en français. Son travail poétique et son travail pictural qui relève de la même démarche, prolongeant sa philosophie de l'espace et de « l'égarement », s'intensifient au cours des années 1990.  Il est largement publié en France, traduit en espagnol, allemand, néerlandais, italien, norvégien, arabe, anglais ou kurde et ses œuvres picturales sont notamment exposées à Lyon (1988 : Librairie La Proue, 1990 : Galerie L'Arborescence), New York (1988 : Esther Raushenbush Library), Rotterdam (1989 : Bibliotheek Theater), Casablanca (1989 : Carrefour des livres), Utrecht (1991 : Intercultureel Centrum RASA), Paris (1994 : Galerie T'cha, 1997 : Galerie Lettres et images, 2002 : Galerie T'cha, 2004 : Galerie T'cha),  Bruxelles (1994 : Théâtre royal flamand), Brême (1998 : Galerie d’Art Am Strand), Trieste (2000), Toulouse (2008 : Théâtre du Grand Rond), Medellin (1999), Agadir (2012 : Musée du patrimoine amazigh), Niamey (2017 : Rétrospective, Musée de Niamey et Centre culturel franco-nigérien Jean Rouch). À Agadez, il est à l'origine du « Portique nomade  », centre culturel où il organise en 2006 et 2010 les « Rencontres furigraphiques  ». En 2017, il reçoit le Prix international de poésie Argana qui lui est remis à Rabat en février 2018.

## Thématiques
Comment être nomade aujourd’hui ? Comment poursuivre la marche qui multiplie les horizons ? C’est pour résister au chaos et au non-sens, pour lutter contre l’ultime dépossession de soi : celle de l’imaginaire, que Hawad invente la « furigraphie ». Cravachant « la cavale des images et des imaginations, qui s’emballe », il esquisse des issues hors du scénario imposé par la domination et la violence. 
Sa « furigraphie » littéraire et graphique est un moyen de sortir de l’enclos, d’inventer un nomadisme hors d’un temps et d’un espace confisqués, de dessiner un soi multiple et insaisissable, doué d’ubiquité. C’est une tentative pour dépasser les contraintes, les contradictions et l’écartèlement entre passé, présent et futur : « L’horizon n’est pas seulement devant nous, il est aussi celui qui nous épaule et que nous halons. Il faut faire fusionner ces horizons, les malaxer et les réinventer, fabriquer les passerelles de paraboles et de paradoxes pour obtenir un tissage inédit. Pour moi, voici la force même de la poésie et de l’art : recycler en surnomadisme le nomadisme exclu de son espace et de son temps. » Pour Hawad, la furigraphie recrée l’élan qui permet d’assembler autrement les fragments du réel en une construction inédite qui rende corps au monde. Elle restitue à l’homme sa liberté et sa faculté de tracer lui-même les axes de son orientation.

## Œuvre poétique
Hawad écrit en tamajaght, qu'il note en tifinagh, l'écriture des Touaregs. Seule une partie de son œuvre a été publiée, en traductions majoritairement françaises et pour certains ouvrages en version bilingue.

### Traductions en français
Toutes les traductions en langue française ont été réalisées par l'auteur et Hélène Claudot-Hawad.
- Caravane de la soif, Édisud, 1985
- Testament nomade, Sillages, 1987
- Chants de la soif et de l'égarement, Édisud, 1987
- L'Anneau-sentier, L'Aphélie, 1989
- Froissevent, Noël Blandin, 1991
- Yasida, Noël Blandin, 1991
- La Danse funèbre du soleil, L'Aphélie, 1992
- Sept fièvres et une lune, L’Aphélie, 1995
- Buveurs de braises, MEET, 1995Édition bilingue touareg/français,
- Les Haleurs d'horizon, Maeght, 1998Tirage limité à 100 ex. + 20 h.c.
- Le Coude grinçant de l’anarchie, Éditions Paris-Méditerranée, 1998
- Notre horizon de gamelles pour une gamelle d’horizons, Éditions Paris-Méditerranée, 2001
- Détournement d'horizon, Grèges, 2002
- Sahara : visions atomiques, Éditions Paris-Méditerranée, 2003
- Le Goût du sel gemme, Grèges, 2006
- Houle des horizons, Non lieu, 2011Le livre est accompagné d'un CD qui contient un enregistrement intégral du recueil par l'auteur.
- Dans la nasse, Non lieu, 2014
- Irradiés, Portique nomade, 2015
- Furigraphie : poésies 1985-2015, Gallimard, 2017Cette anthologie propose un choix de poèmes issus de différents recueils précédemment parus et quelques inédits.
- Les Cordes du souffle, Portique nomade, 2018
- Vent rouge, Institut du Tout-Monde, 2020

### Traductions en néerlandais
- Nomadish Testament, Hiwar, Rotterdam, 1988
- Dodendans van de Zon, Nominoë, Rotterdam, 1991
- Horizon van een Nomade (Horizons nomades), Nominoë, Rotterdam, 1993

### Traductions en arabe
- Testament nomade, traduit par Adonis, Mawakif, Beyrouth, 1989.

### Traductions en italien
- I sentieri tracciati e il vento, Il lamento dell’oblio, Il silenzion infocato, La transumanza dei soffi,  in Le Parole rampanti, n° 7, Rome, 1987.
- Furigrafia in Hawad, Il cammino solitario di un poeta tuareg, Édition Le parole gelate, Ampezzo, 1998.
- Virata d’orizzonte, Édition Le parole gelate, Ampezzo, 2000.
- Carovana della sete, traduit par Mario Battiato, I. M. Gallino Editore, Milan, 2001.

### Traductions en espagnol
- Caravana de la sed, traduit par Philippe Chéron et Jorge Lobillo, UNAM, Mexico, 2004.
- Visiones atómicas, traduit par Juan Antonio Calzadilla Arreaza, CONAC, Caracas, 2005.

## Autres publications

### Nouvelles
- « Les Marges », Le Monde diplomatique,‎ février 1994, p. 14 (ISSN 0026-9395, lire en ligne, consulté le 18 janvier 2022).

### Sélection d'articles
- « La Tente déchirée des Touaregs », L'Autre Journal, no 7,‎ 1985, p. 26-31.
- « Mots, traits, signes », Podio, no 7,‎ 1987.
- propos recueillis par Gérard Dessons, « L'Identité tifinar' », La Licorne (Université de Poitiers), no 14,‎ 1988, p. 267-279 (lire en ligne, consulté le 18 janvier 2022).
- « Comment moi, nomade, je vois l'Occident », Le Temps stratégique, no 28,‎ 1989, p. 11-21.
- « La "Teshumara", antidote de l’État », Revue du Monde Musulman et de la Méditerranée, no 57,‎ 1990, p. 123-140 (ISSN 0997-1327, lire en ligne, consulté le 18 janvier 2022).
- « Entretien », dans Jean-Dominique Penel et Amadou Maïlélé, Rencontre : littérature nigérienne, Niamey, Éditions du Ténéré, 1990, p. 201-234.
- « Lettre d’un homme touareg à une femme haoussa », Le Républicain (Niamey),‎ mars 1992.
- « Une identité dans le sillage de l'infini », Les Lettres françaises,‎ mars 1993 (ISSN 0024-1393).
- « Hachis touareg pour dîners officiels », Libération,‎ 12 janvier 1993 (ISSN 0335-1793).
- « Inventer nous-mêmes notre futur », dans Hélène Claudot-Hawad et Hawad (éd. et trad.), Touaregs : voix solitaires sous l’horizon confisqué, Paris, Ethnies, 1996 (ISBN 2-912114-00-4, lire en ligne), p. 168-180.
- « L’Élite que nous avons voulu raccommoder sur les cendres... après la création des États africains », Nomadic Peoples, nos 1-2,‎ 1998, p. 84-102 (ISSN 0822-7942, e-ISSN 1752-2366, lire en ligne, consulté le 18 janvier 2022).
- « Touaregs, la marche en vrille », Le Monde diplomatique,‎ mai 2012, p. 10-11 (ISSN 0026-9395, lire en ligne, consulté le 18 janvier 2022).
- « Ligne divagante », Multitudes, vol. 2018/1, no 70,‎ 2018, p. 163-168 (ISSN 0292-0107, lire en ligne, consulté le 18 janvier 2022).

#### Monographies
- Hawad, Poitiers, Office du Livre en Poitou-Charentes, 1992, 38 p..

#### Articles
- « Hawad, la pensée nomade », No pasaran, no 88,‎ juin 2001 (ISSN 1769-0781, lire en ligne, consulté le 18 janvier 2022).
- Abrous Dahbia, « Itinéraires imaginaires : le voyage dans l'œuvre littéraire de Hawad », dans Hélène Claudot-Hawad (dir.), Voyager d'un point de vue nomade, Paris, Paris-Méditerranée, 2002 (ISBN 2-84272-148-9), p. 167-175.
- Bouazza Benachir, « Hawad, le Mage des déserts », Multitudes, nos 2018/1,‎ 2018, p. 145-155 (ISSN 0292-0107, lire en ligne, consulté le 18 janvier 2022).

### Filmographie
- Furigraphier le vide : art et poésie touareg pour le IIIe millénaire, film d'Hélène Claudot-Hawad et Nathalie Michaud, 2019 [voir en ligne]